# 伦敦守护神剧院
伦敦守护神剧院（London Palladium）是一个西区剧院，位于英国伦敦西敏市阿盖尔街，拥有2286个座位，是英国最有名的剧院之一。
该剧院于1910年12月26日开业，由Walter Gibbons建造，位于1860年代拆除的阿盖尔府原址。
该建筑于1960年9月列为II*级登录建筑。